# Umbilicus heylandianus
La oreja de monte (Umbilicus heylandianus)  es una especie de planta fanerógamas perteneciente a la familia Crassulaceae.

## Descripción
Planta con tallos erectos, hinchados en la base subterránea, rojizos si los da el sol, o amarillentos en caso contrario, solitarios, de hasta 80 cm, aunque suele ser de unos 35-40, no pelosos; hojas carnosas, las inferiores con un rabillo largo que se inserta excéntrica o lateralmente en la lámina, la cual tiene 2-6 cm y forma de cuña o de riñón, con el extremo anchamente dentado, diferentes de las del ombligo de Venus, (redondeadas); las del tallo, disminuyendo progresivamente de tamaño, espatuladas primero y finalmente como simples "escamas" lanceoladas pegadas al tallo. Las flores en primavera y verano, forman un largo racimo donde crecen y maduran de abajo hacia arriba. Son de color amarillo limón, de en torno a 1 cm, constituidas  por 5 pétalos soldados, terminados en sendos picos, perpendiculares al tallo, que posteriormente se abre por la "boca" formando un farolillo cogante.

## Distribución y hábitat
En la península ibérica, en España y Portugal. Crece algo escaso en zonas umbrías o soleadas, pero frescas, en lugares espesos de los encinares o abiertos de roquedos.